# Napoleón (película de 1941)
Napoleón es una película de Argentina en blanco y negro dirigida por Luis César Amadori según el guion de Antonio Botta y Antonio Momplet que se estrenó el 5 de febrero de 1941 y que tuvo como protagonistas a Pepe Arias, Miguel Gómez Bao, Haydée Larroca y Elena Lucena.

## Sinopsis
Al enterarse de que le quedan dos meses de vida, un hombre reparte su fortuna entre sus pensionistas; pero un día descubre que está sano y sin un peso.

## Reparto
- Francisco Amor
- Pepe Arias
- Vicky Astory
- Olimpio Bobbio
- Margarita Corbani
- Baby Correa
- Victoria Cuenca
- Cirilo Etulain
- Vicente Forastieri
- Rafael Frontaura
- Luisa de García León
- Miguel Gómez Bao
- Haydée Larroca
- Elena Lucena
- Esther Paonesa
- Iris Portillo
- Alita Román
- Esther Vani
- Pablo Cumo

## Comentarios
Manrupe y Portela encuentran en el filme un Pepe Arias en tono amable y consideran correcta la realización de Amadori. Por su parte Calki escribió:

”amplio despliegue pepeariaesco da eficacia reidera a Napoleón… se quiso acercarlo al clima de El pobre Pérez, pero resulta un pobre Pérez lujoso, amplificado en su técnica, en su presentación, pero sin la espontaneidad de su espíritu.”